# Жартівник (фільм)
«Жартівник» (англ. Funny Man) — англійський фільм жахів 1994 року.

## Сюжет
Макс Тейлор виграє в карти у Каллума Ченса старовинний особняк, який знаходиться недалеко від Лондона. Разом з дружиною, дочкою та сином він приїжджає в цей величезний будинок. Там їх усіх вбиває якась істота в костюмі джокера. Незабаром туди ж приїжджає його брат разом з попутниками, яких він погодився підвезти до Лондона, але по дорозі заїхав у нову власність брата. З ними теж відбуваються дуже дивні речі.

## У ролях
| Актор         | Роль             |
| ------------- | ---------------- |
| Тім Джеймс    | Жартівник        |
| Крістофер Лі  | Каллум Ченс      |
| Бенні Янг     | Макс Тейлор      |
| Інгрід Лейсі  | Тіна Тейлор      |
| Полін Блек    | Psychic Commando |
| Метью Девітт  | Джонні Тейлор    |
| Кріс Вокер    | Hard Man         |
| Рона Камерон  | Тельма Фаддей    |
| Джордж Мортон | Crap Puppeteer   |
| Джемі Херд    | Джеймі Тейлор    |
| Гаррі Херд    | Гаррі Тейлор     |
| Боб Сессіонс  | картяр           |
| Ед Бішоп      | картяр           |
| Джон Ченсер   | картяр           |
| Яна Шелдон    | медсестра        |
| Барнебі Норт  | офіціант         |
| Стів Райт     | радіо Діджей     |